# 関鉄観光バス

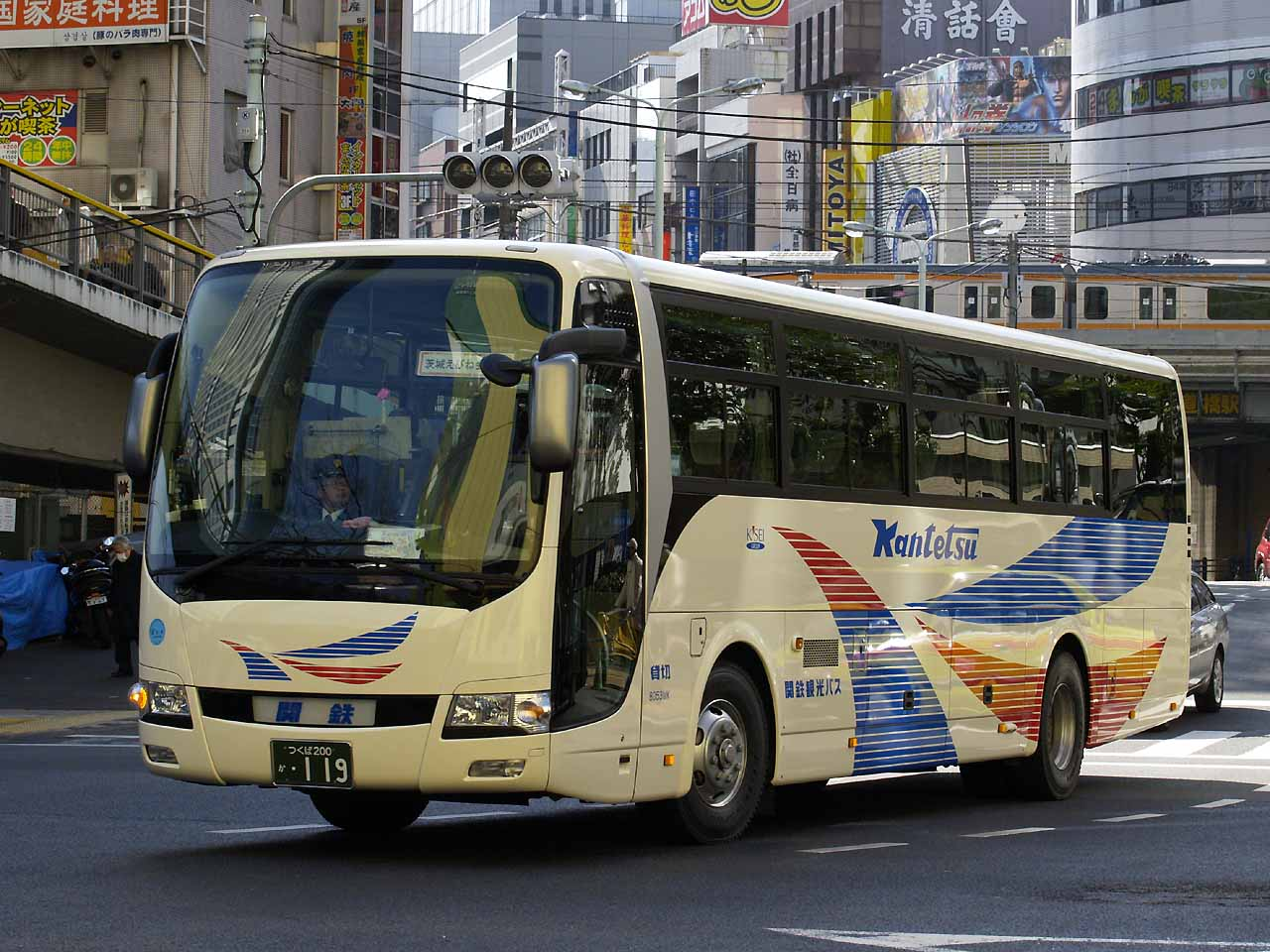
貸切車（新塗装）

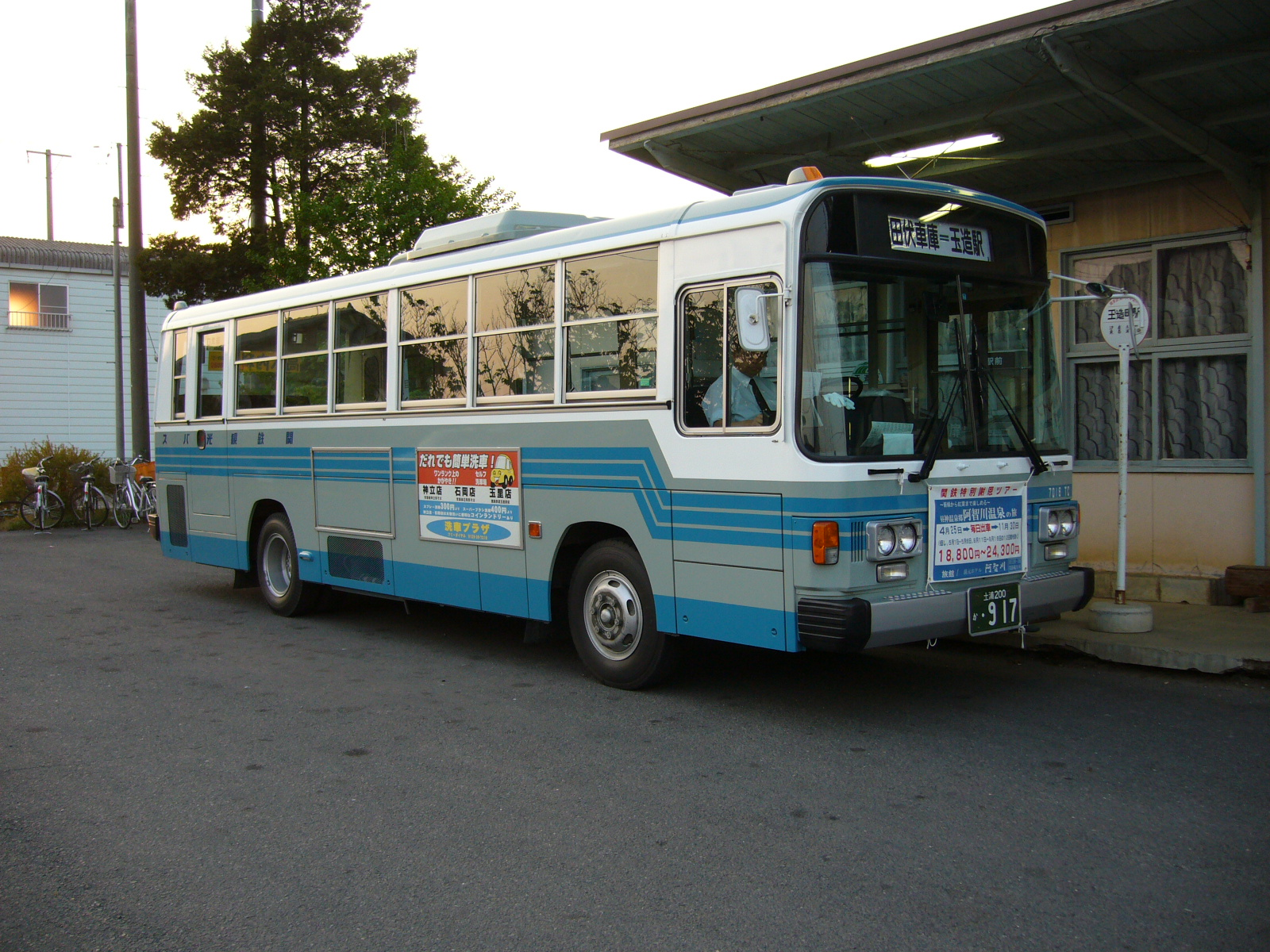
玉造駅バス停で発車を待つ田伏車庫行（2009年に廃止）

関鉄観光バス株式会社（かんてつかんこうバス、英: Kantetsu Kanko Bus Co., Ltd.）は、日本の茨城県と千葉県で貸切バスを営業する関鉄グループ・京成グループの企業。関東鉄道100%出資の連結子会社であり、京成電鉄の連結孫会社にあたる。茨城県で乗合バス事業も営んでいたが、2024年4月までに全ての運行路線から撤退した。

## 概説
関鉄グループであった日本水郷観光自動車（茨城県潮来市）、日本観光バス（土浦市、後の関鉄クリエイト）、竜ヶ崎観光バス（龍ケ崎市）と関東鉄道の貸切バス部門（土浦市）の各バス事業を統合・継承している。
日本観光バスにルーツを持つ土浦地区の一般路線をわずかに運営していたが、2023年12月に全路線が関東鉄道土浦営業所へ移管された。その他の担当路線としては、関鉄観光バス成立以降に移管された土浦 - 水戸間の高速バス（TMライナー）も一時運行していたが、関東鉄道との共管化を経て2024年4月に撤退した。
貸切バスの車体は京成グループの「Kanac」塗装となっていたが、2007年（平成19年）以降は京成グループ新デザインのバスが導入されている。営業センターでは、旅行代理店「関鉄観光」の営業所が併設されている。
また、土浦中心街では各社バス定期券の発売業務を一手に引き受ける。同中心街では2000年代までに関東鉄道、2010年代までにジェイアールバス関東が券売業務から撤退しており、グループ共同ないし共通乗車制度による総合的な定期券発売所を担っている。
『ラジオライフ』の漫画『NORI子ちゃん』の作者・横山公一が作成した美少女系キャラクター（1980 - 1990年代風）があって2012年の記念乗車券や記念スタンプなどで使われているなど関鉄グループの他の交通事業者に見られない特徴を持っている。

## 沿革
※ 関東鉄道貸切部門は関東鉄道を参照。

### 日本観光バス
- 1948年（昭和23年）：設立
- 1953年（昭和28年）：乗合バス安食線（あんじきせん）の開設。
- 1965年（昭和40年）：関東鉄道の傘下に入り、関鉄グループになる。
- 1999年（平成11年）：バス事業を関鉄観光バスに譲渡。
- 2000年（平成12年）：竜ヶ崎観光バスと合併、社名を関鉄クリエイトに改称。
- 2024年（令和6年）3月1日：関鉄グループの常総産業に吸収合併され、解散。

### 日本水郷観光自動車
- 1948年（昭和23年）：水郷観光設立。
- 1950年（昭和25年）：水郷観光、一般貸切事業開始。
- 1952年（昭和27年）：水郷観光、水郷汽船と合併、水郷観光交通となる。
- 1954年（昭和29年）：日本水郷交通設立、バス（乗合・貸切）事業開始。
- 1959年（昭和34年）：水郷観光交通、乗合事業開始（香取神宮 - 佐原駅 - 閘門）。
- 1965年（昭和40年）：水郷観光交通、船舶事業を分離。
- 1967年（昭和42年）1月10日：水郷観光交通と日本水郷交通が合併、日本水郷観光自動車設立。

### 関鉄観光バス
- 1998年（平成10年）10月12日：会社設立。
- 1999年（平成11年）9月16日：営業開始。
- 2009年（平成21年）4月1日：神立駅 - 安食（かすみがうら市）・土浦湖北高校、おおつ野台（土浦市） - 田伏車庫（かすみがうら市）・玉造駅（行方市）間路線廃止、田伏車庫閉鎖。
- 2010年（平成22年）7月16日：潮来営業センター（潮来営業所）廃止[2]および同所の路線バスを佐原営業センターへ移管。高速バス「はさき号」の運行を関東鉄道本体へ再移管。
- 2012年（平成24年）4月1日：土浦駅 - 木田余 - おおつ野台間廃止。神立駅 - 土浦湖北高校間再開、土浦駅/土浦駅東口 - おおつ野台 - 霞ケ浦環境科学センター間開業。
- 2018年（平成30年）
  - 3月16日：土浦地区に交通系ICカードSuica、PASMOを導入し、相互利用できる全国交通系ICカード10種類に対応する。[3]
  - 4月1日：与田浦線と環境科学センター系統、土浦駅東口系統廃止。これにより定期路線は佐原地区から撤退。
  - 4月28日： バスIC1日乗車券を関鉄グループ4社共通で開始。発売額700円[4]。適用区間は一般路線バス全線だが筑波山シャトルバスなど一部路線は除外されている。
- 2023年（令和5年）12月16日：一般路線バス全路線を関東鉄道土浦営業所に移管[5]。
- 2024年（令和6年）
  - 3月1日：旅行代理店の関鉄観光を吸収合併。
  - 4月15日：高速路線バス（TMライナー）から撤退。これにより定期路線バスの運行から完全撤退となった。

## 営業センター
水戸営業センターは関東鉄道の営業所に併設されている。その他に土浦駅前営業カウンター（土浦市桜町一丁目8-14）があり、関鉄グループバス各社共同の乗車券類発売所として機能している。
- 本社営業センター:TC
- 水戸営業センター:MT
- 下妻営業センター:SM
- 佐原営業センター:SW

### 閉鎖された営業センター
- 下館営業センター:SD - 2014年5月15日をもって閉鎖[6]
- 田伏営業所(田伏車庫):TB - 2009年3月をもって閉鎖
- 潮来営業センター:IT - 2010年7月閉鎖
- 石岡営業センター:IS
- 竜ヶ崎営業センター:RG
- つくば中央営業センター:YT
- 波崎営業センター:HS
- 水海道営業センター:MK - 2019年4月に下妻に移転

## 交通系ICカード
PASMOを導入しており、一部を除く各線でPASMO並びに相互利用カード（Suica・Kitaca・TOICA・manaca・PiTaPa・ICOCA・nimoca・SUGOCA・はやかけん）が利用可能となっている。バス車内でチャージも取り扱う。
| 路線     | 利用可否         | バス特                   | 利用開始日               |
| -------- | ---------------- | ------------------------ | ------------------------ |
| 土浦地区 | 可               | あり※1                   | 2018年3月16日            |
| 佐原地区 | 不可             | （2018年4月1日路線全廃） | （2018年4月1日路線全廃） |
| 高速バス | 可（TMライナー） | なし※2                   | 2019年10月1日            |

※1:バス利用特典サービス（バス特）はPASMO・Suicaのみ。ポイント付与は2022年3月をもって終了。
※2:ICカード割引あり
IC定期券サービス未実施

## 車両
本社は「土浦」、下妻は「つくば」、水戸は「水戸」、佐原は「千葉」の登録ナンバー地名表示である。また、社番は関東鉄道から引き継がれた車は関東鉄道時代のまま。移管後に導入した路線車、特定車は7001-、貸切車は8001-の表記である。

### 貸切
ハイデッカーの三菱ふそう・エアロエース、いすゞ・ガーラが主力。車体デザインは、以前は、京成グループの統一観光カラー、Kanacカラーであったが、近年は新しい京成グループカラーで導入されている。本社、水戸、佐原に日野・セレガが各1台配置されている。

### 乗合
土浦のみ配置されている一般路線車は、かつては自社発注の同型車も配置されていたが、現在はそのすべてが、関東鉄道からの移籍車である。2015年末には土浦に京成バスからいすゞ・エルガミオが移籍配置された。
かつては、前身の日本観光バス時代に自社発注された、関東鉄道と同仕様の富士5Eボディのいすゞ・LVも配置され、一般路線に用いられていたが、現在はすべて廃車されている。

### 契約輸送
また、スクールバスなどの契約輸送用は、関東鉄道からの移籍車である。
また、水戸には鹿島アントラーズの選手輸送バス（いすゞ・ガーラSHD）が1台配置されている。